# Župnija Vrhnika
Župnija Vrhnika je rimskokatoliška teritorialna župnija dekanije Vrhnika nadškofije Ljubljana.

## Sakralni objekti
- Cerkev spreobrnitve sv. Pavla, Vrhnika (župnijska cerkev)
- Cerkev sv. Jakoba, Blatna Brezovica
- Cerkev sv. Miklavža, Kuren (Stara Vrhnika)
- Cerkev Marije vnebovzete, Lesno Brdo
- Cerkev sv. Lenarta, Mala Ligojna
- Cerkev sv. Jurija, Velika Ligojna
- Cerkev sv. Antona Puščavnika, Verd
- Cerkev sv. Trojice, Vrhnika
- Cerkev sv. Joba, Sinja Gorica
- Cerkev sv. Lenarta, Stara Vrhnika

## Farne spominske plošče
V župniji so postavljene Farne spominske plošče, na katerih so imena vaščanov iz okoliških vasi, ki so padli nasilne smrti na protikomunistični strani v letih 1942-1945. Skupno je na ploščah 150 imen.